# Austyn Carta-Samuels
Austyn Carta-Samuels (San Jose, 20 aprile 1991) è un giocatore di football americano statunitense che gioca come quarterback per i Dresden Monarchs.
Il fratello minore Kyle è stato suo predecessore nel ruolo ai Monarchs.